# 杭州笕桥机场
杭州笕桥机场，位于中华人民共和国浙江省杭州市东北郊笕桥街道横塘村，目前是中国人民解放军空军正在使用中的军用机场。南京国民政府建立后将中央航空学校设立此处，因此被誉为“中国空军的摇篮”，機場也見證多個歷史性時刻，包含抗日戰爭、尼克森訪華時的杭州行程、杭州對外改革開放的首個機場等等。2006年机场以笕桥中央航校旧址名义列入全国重点文物保护单位。

## 历史

### 航校时期

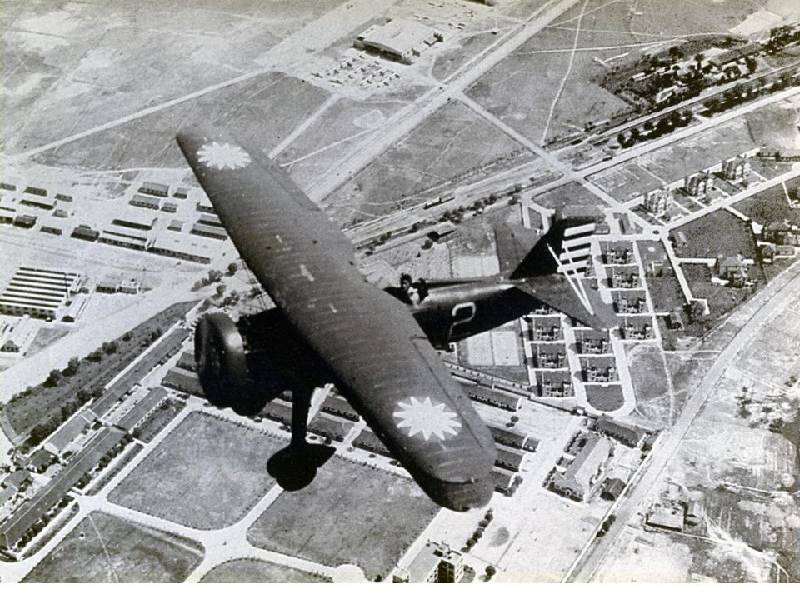
霍克II戰鬥機於筧橋中央航校上空

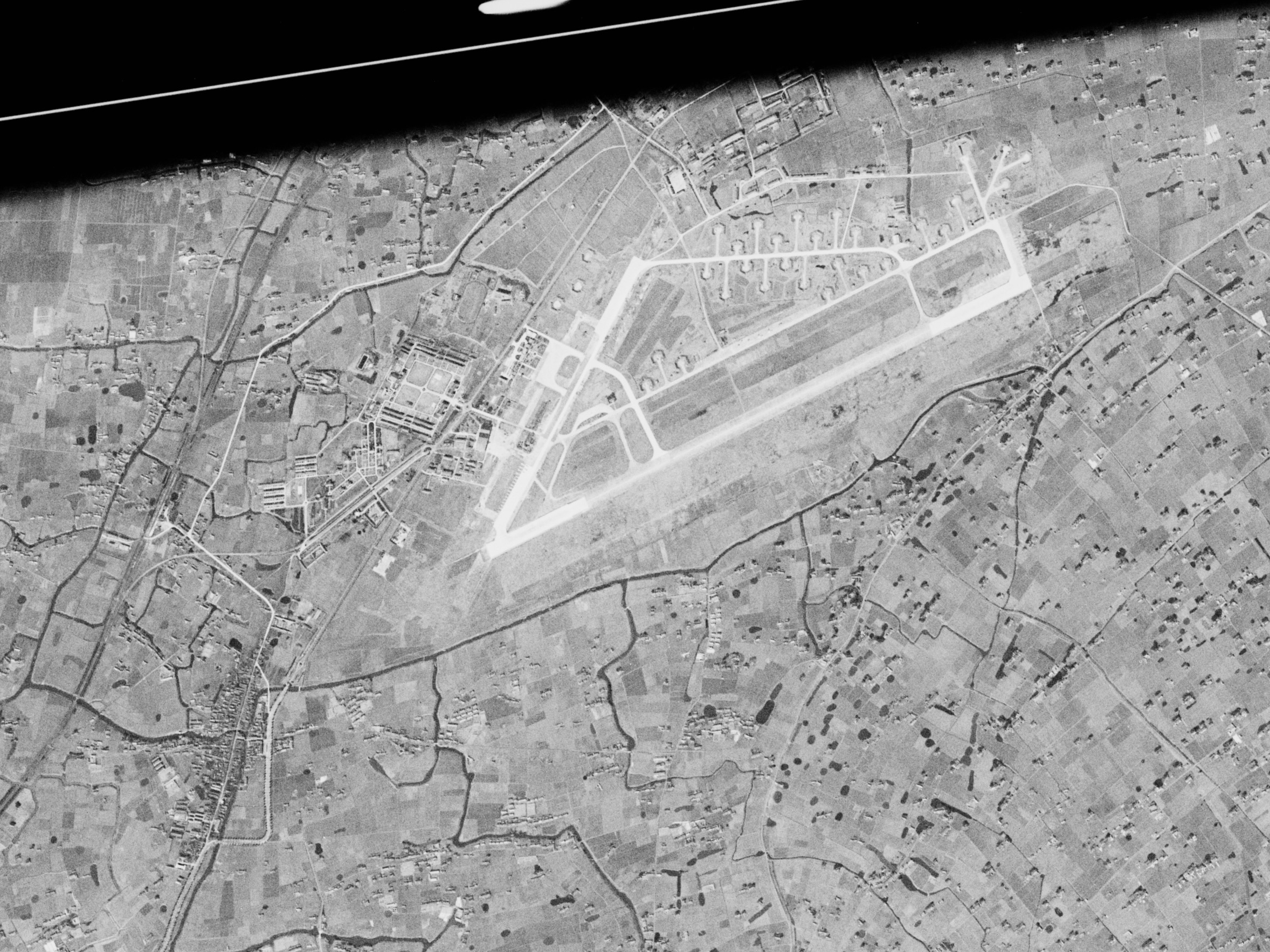
笕桥机场卫星图（1969年）

笕桥机场的原址为清军八十一标马队及炮营校场。1930年，中華民國國民政府軍事委員會委員長蒋中正决定择址杭州笕桥，在原校场地块建设简易机场。1931年国民政府正式将军政部航空学校由南京迁往杭州，春用蚕校校舍建成，航校东部为机场、弹油库、机修厂、飞机制造厂等军事设施区，西部为运动场、办公楼、学生宿舍、别墅群等教学生活区。学校设立机构、采购飞机、招生办学。1932年军政部航空学校改名中央航空学校，并先后在洛阳、广州设立分校。至1937年抗战前共培训了500余名学员。1935年机场建成一条长1,400米、宽60米的跑道:615。
1937年中日战争爆发后，日军不断派军机空袭笕桥机场。8月14日国军高志航率领的空军第四大队与刘超率领的第九大队和日军木更津海军航空队在机场上空发生激烈空战。笕桥机场被日军侵占后，航校先后迁往云南昆明、巴基斯坦拉合尔:615，并改名为中央空军军官学校，而笕桥机场作为空军的主基地使用。航校的许多毕业生在抗日战争中英勇奋战、为保衛中華民國而牺牲。日军接管期间，笕桥机场成为731部队隶属荣第1644部队空袭金华、衢州、宁波，实施细菌战的基地。:579-580
抗战胜利后学校又迁回杭州笕桥，国民政府随即对在战争中受损毁的机场设施进行修复。根据民国36年（1947年）《机场状况表》资料记载，笕桥机场占地面积1,375,000平方米，拥有长1,400米、宽60米、厚0.07米、磁航向30°-120°的跑道一条，拥有电台和夜航设备；同时设有长800米、宽30米、厚0.07米的水泥滑行道一条和长260米、宽30米、厚0.07米的推机道一条。停机坪面积8,400平方米，地面为水泥碎石:615。
航校于1948年冬迁往台湾。1949年5月解放军进驻杭州后，机场由中国人民解放军第三野战队部队接管，之后移交至空军。1951年6月22日，中央军委下令修复笕桥机场。修复工程于8月13日开工，1953年1月竣工。工程将原跑道改建为滑行道，并新建一条长2,153米、宽60米、厚0.35米的跑道一条；同时工程还对停机坪、油库、夜航设备及排水设施进行了修缮，修复后的机场占地面积共计5.775平方米:616。

### 军民合用时期
1956年中華人民共和国民航局计划将笕桥机场改成军民两用机场，设立中国民用航空杭州站。1957年1月1日中国民用航空杭州站正式开站，民航站设有候机室、职工宿舍和发射台在内、总面积为650平方米的平房三座，有上海至广州的航班在此经停。1959年总面积3,150平方米的航站楼建成：航站楼一层为旅客服务设施、二层为办公区、三层则为航空交通管制使用，此外房顶还设有管制塔一座。1965年机场建成油库一座，通过专用线与铁路笕桥站接驳:616。
1971年年底，为使美国总统尼克松访华所使用的波音707空军一号能降落在机场，机场在3个月内通过“118工程”对既有机场设施进行了扩建。工程包括将原2,200米长的跑道扩建至3,200米，同时修建了建筑面积达5,870平方米的候机楼，连同34,000平方米的停机坪，外加连接杭州市的公路一条。工程于1971年11月20日开工、12月29日竣工、并于1972年1月通过验收并交付空军和民航局。扩建后的笕桥机场成为当时中国大陆第四个大型机场，并于1973年成为国际航班备降机场:617。
机场于1983年底为至香港启德机场的定期航班做开航准备而在候机楼北侧兴建面积1,020平方米的联检棚，于1984年9月2日交付使用。1986年6月，港龙航空开通往香港的包机航班:251。1988年8月8日，机场遭受七号台风袭击，航站楼及飞行区部分设施遭到损毁。随后机场组织对航站楼受损部分进行修复，于同年11月完工。机场同时又于1988年12月开始对联检设施进行扩建，新增面积500平方米，并安装空调以及行李转盘等设施，于1989年5月交付:618。
笕桥机场跑道在1988年的风灾中严重损毁，并在之后发生沉降等现象，因此自1988年12月1日起，机场开始只承担小型客机的起降，并计划对跑道进行修缮。整修方案历经波折后于1989年9月获得国家计委和解放军总参谋部批复，总投资3,300万元人民币。然而，在1990年2月发生的一起图-154客机起飞爆胎事件令民航局决定自5月1日起全面关闭机场以整修跑道。施工部门在整修过程中对停机坪、跑道等设施进行了扩建与加固。整个维修工程花费时间仅有2个月26日，于1990年7月26日竣工、8月10日通过验收，并于8月20日恢复通航:619。

### 全军用时期
由于杭州萧山机场建成使用，2000年12月29日，民航全部撤出笕桥机场。原民航局杭州航站的员工除部分行政人员外全部移籍至新成立的杭州萧山机场有限公司；中国边检杭州边检站也同时迁往萧山。笕桥机场民航撤出前共有在飞航线87条（其中国际不定期包机航线7条，地区航线1条），通航城市50个。

## 设施
笕桥机场跑道在经过1990年的整修后长3,200米、宽50米，设有Ⅰ类助航设备:619。
机场原民航候机楼于1971年11月25日开工，1972年1月竣工、并于2月9日交付使用。航站楼面积5,762.8平方米，采用钢筋水泥钢架结构，屋面由跨度28米的二支点钢屋架支撑。航站楼内部分为南、中、北三部分：南面为贵宾区域，设有接见厅、宴会厅、休息室、贵宾室各一个；中部为旅客区域，设有面积720平方米的候机室，北侧则为旅馆:617。
原笕桥航校的部分建筑在抗战中被破坏，后得以修复。目前航校旧址建筑基本保存完好，其建筑的时代特色对研究民国时期的军校建筑具有重要意义。

## 问题

### 限高

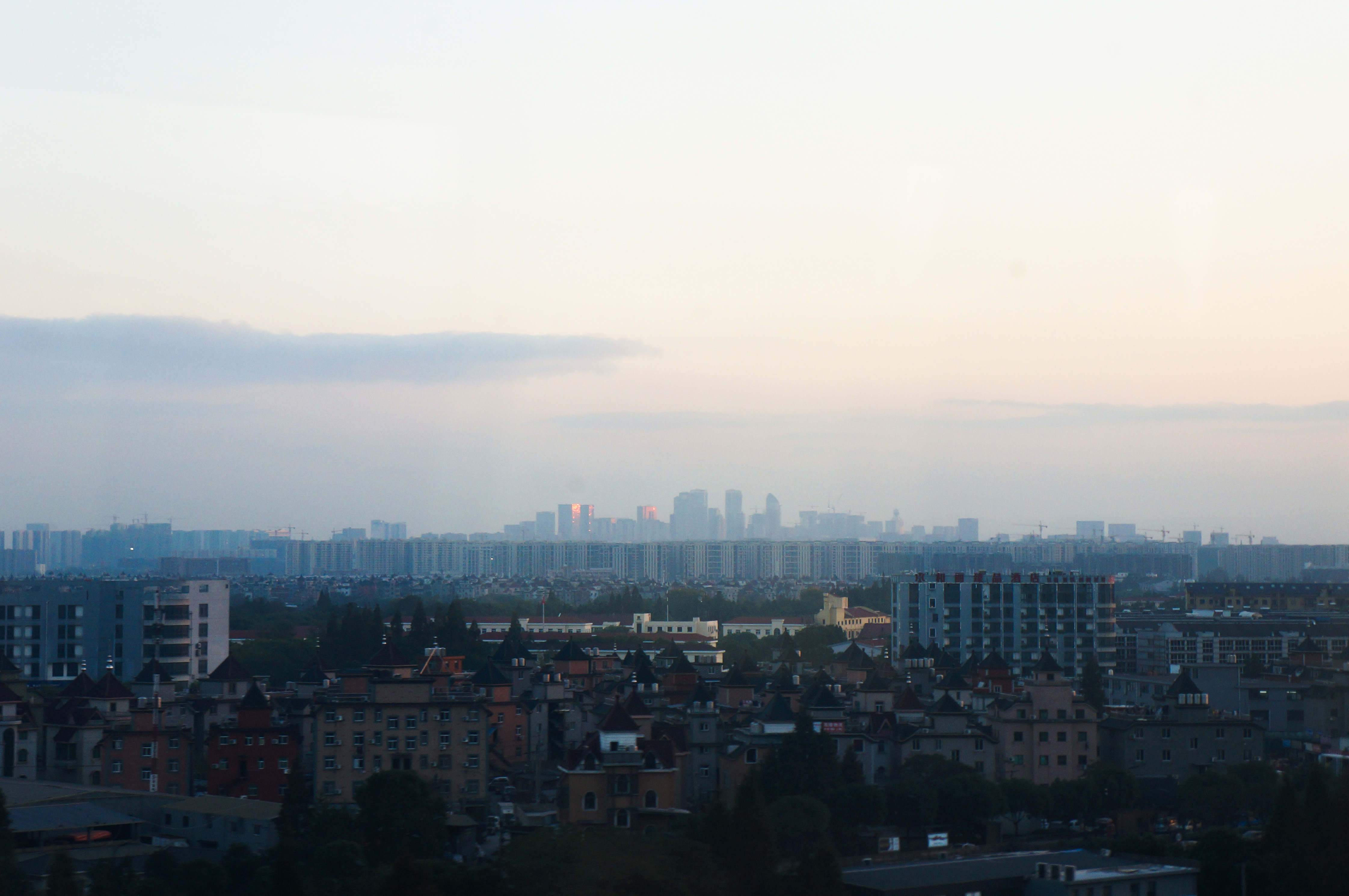
笕桥机场中心的限高为0米，4公里处为45米，6公里处为145米；从笕桥机场经彭埠街道到钱江新城（远处高楼）约13公里路程形成了高度分明的建筑群

随着杭州市的发展，笕桥机场已被城市包围。一方面杭州城区大部分的建筑高度因为机场净空区限高的因素而无法超过299米；而另一方面空军则抱怨机场周围密度极高的民居对飞行安全、军事机密造成了隐患和威胁，经常在战机降落过程中因前方突然出现气球、烟花等而不得不复飞。

### 噪声
由于笕桥机场的跑道西侧正对杭州城西一带，因此飞行部队训练时的航线将经过这些住宅区密集的区域，战斗机起降产生的巨大噪音引发了部分居民的不满（尤其以夜间为甚）。且时常因为战机低空超音速飞行引发音爆，引起部分市民恐慌。

## 事件
- 1965年11月11日，解放军空军第8师22大队李显斌驾驶伊尔-28轰炸机从杭州笕桥机场起飞，驾驶飞机在中華民國桃園軍机场降落，降落時李显斌未將鼻輪放出，導致機首座艙內领航员李才旺雙腿骨折，尾舱通信员廉保生著陸後自杀身亡[18]。
- 1994年1月29日，中国东方航空2318号航班在地面遭受劫持。杭州机场随后在地面制服飞机上两名劫机歹徒，成功粉碎一起劫机事件[19]。
- 2000年2月22日，中航浙江航空公司一架龐巴迪Dash 8担当杭州飞往温州的F65576次航班在起飞15分钟、爬升至3,300米后左侧发动机内部滑油泄漏，引起发动机失效自动停车。飞机随后紧急返回笕桥机场并安全降落。机上其中的15名乘客被随后被安排乘坐B-3352航班飞往温州，另有部分乘客次日乘坐空中客车航班继续前往温州[20][21]。
- 2022年11月30日，俄羅斯空天軍的一架圖-95戰略轟炸機在中俄「東京急行」巡航行動期間，降落杭州笕桥机场，是俄軍同款軍機首次於外軍基地進行補給[22]。